# Экспедиция кремлёвского строения
Экспеди́ция кремлёвского строе́ния (Экспеди́ция строе́ния Кремлёвского дворца́, Кремлёвская экспеди́ция, ЭКС) — государственная организация в Российской империи, ведавшая строительными и ремонтными работами в Кремле, императорских дворцах Москвы и её окрестностей.
Была учреждена в 1768 году для надзора за возведением Большого кремлёвского дворца по проекту Василия Баженова. Изначально он числился главным архитектором экспедиции, позднее в разное время работы осуществляли Матвей Казаков, Карл Бланк, Иван Еготов, Елизвой Назаров, Карл Росси, Осип Бове. В 1831-м ведомство реорганизовали в Московскую дворцовую контору.

## История

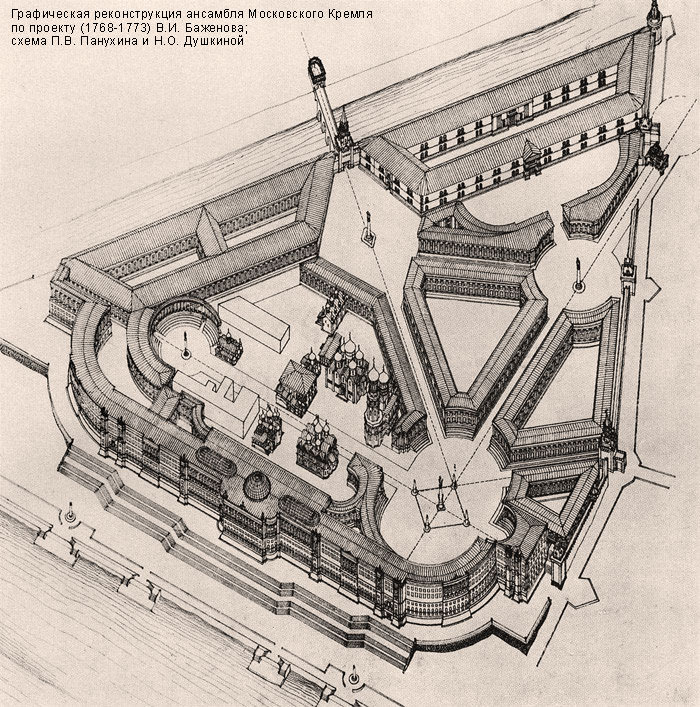
План реконструкции Кремля по проекту Василия Баженова, 1774 год

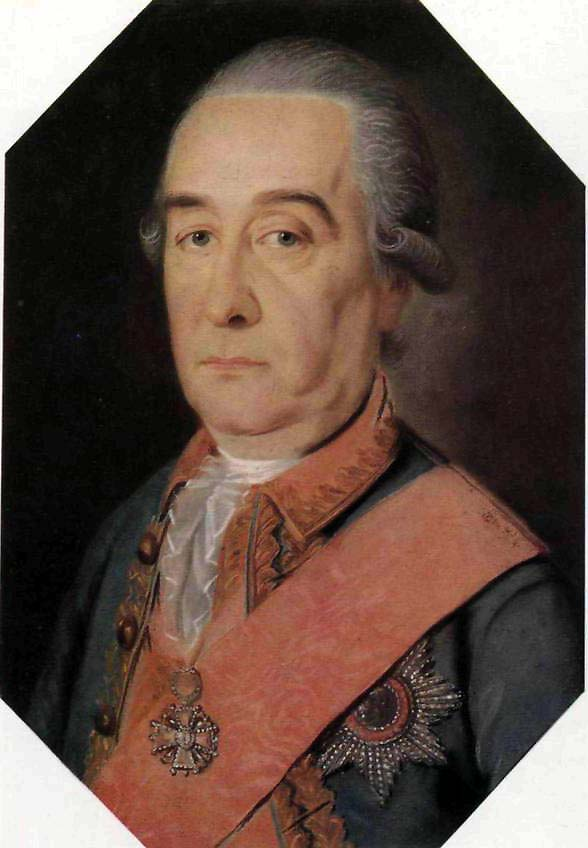
Портрет первоприсутствующего экспедицией Михала Измайлова, 1921 год

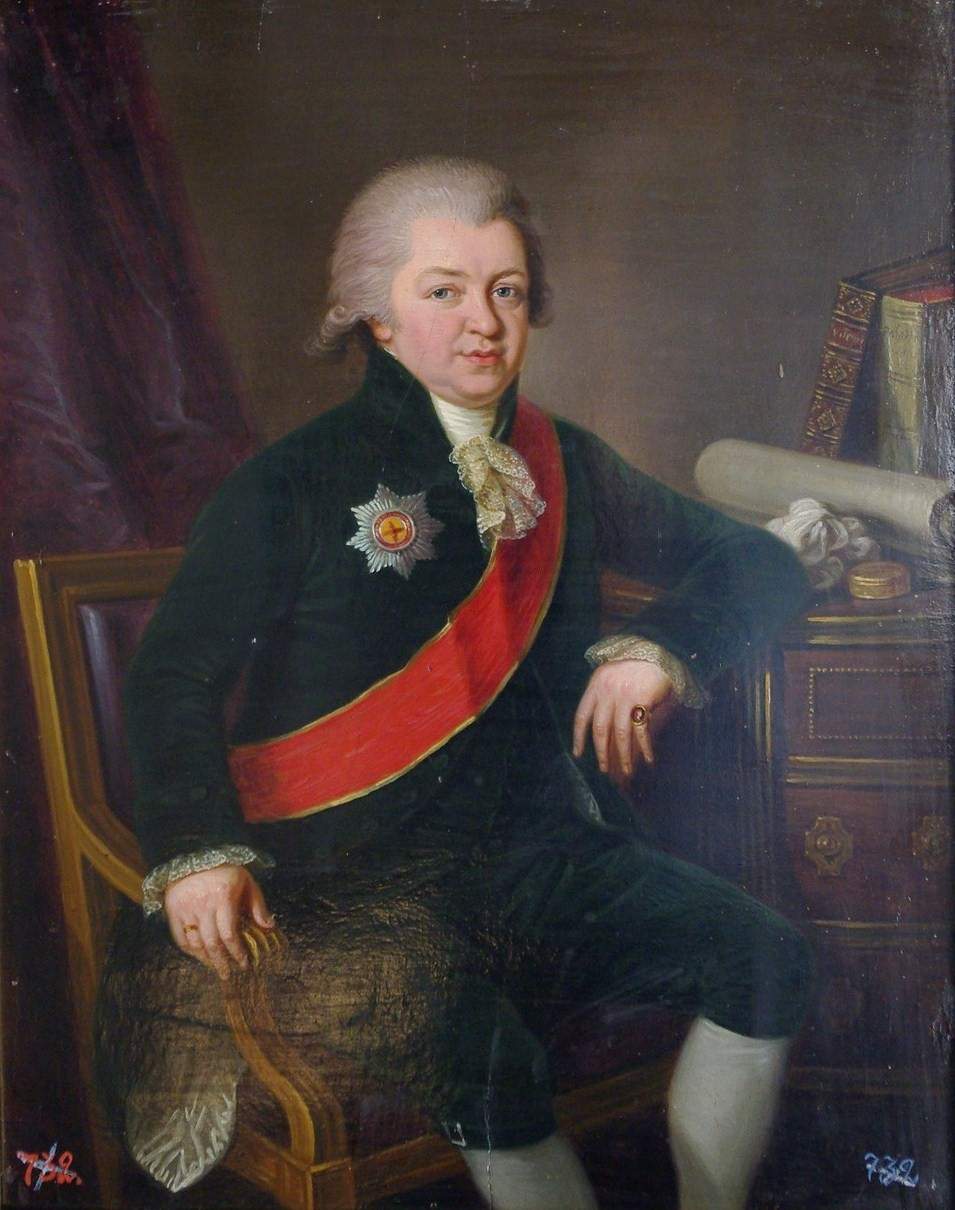
Портрет первоприсутствующего экспедиции Степана Куракина, XIX век

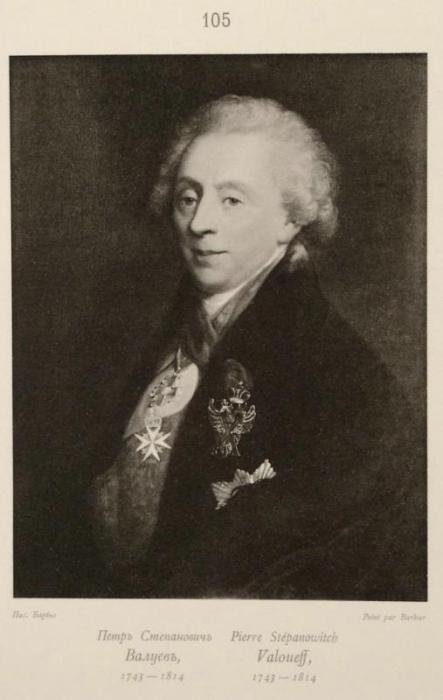
Портрет первоприсутствующего экспедиции Петра Валуева, XVIII—XIX века

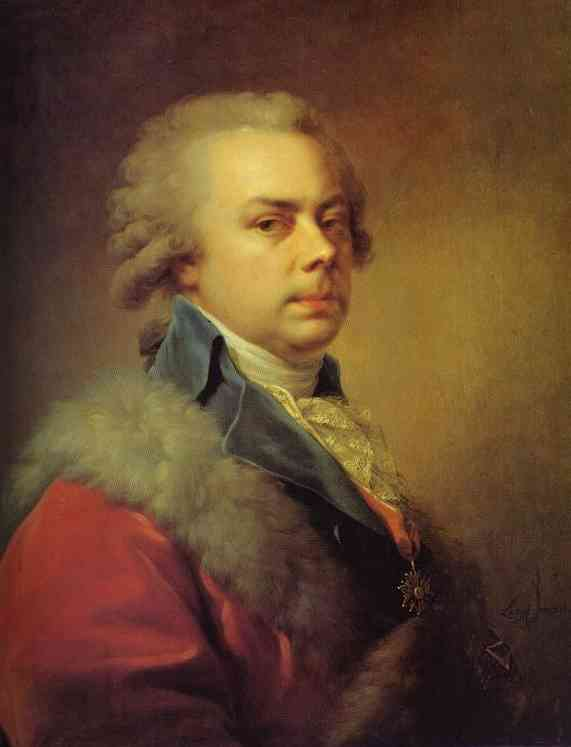
Портрет первоприсутствующего экспедиции Николая Юсупова, XVIII век

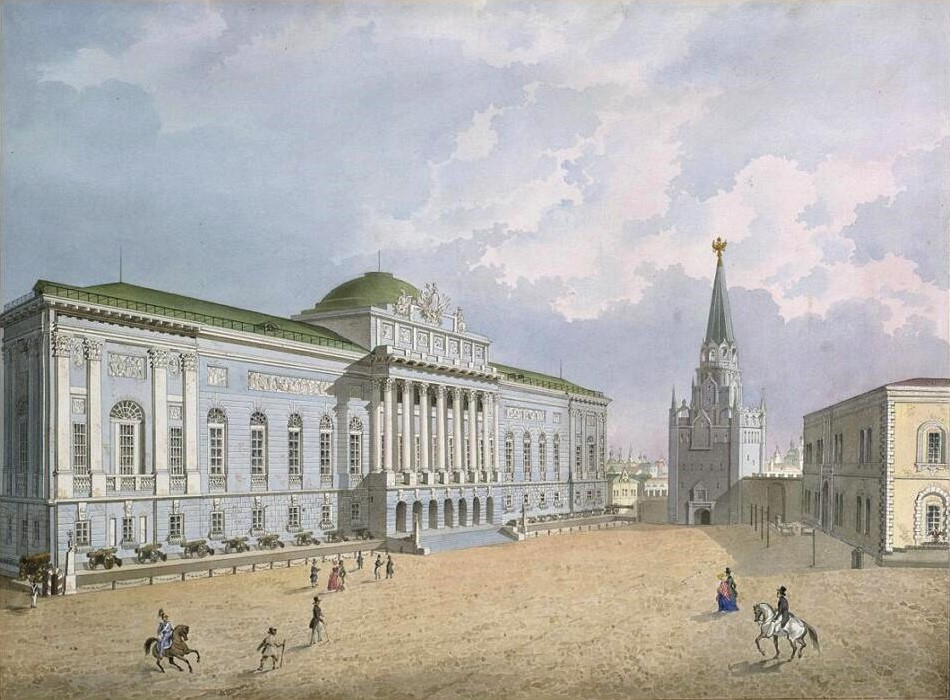
Здание Оружейной палаты, построенное Иваном Еготовым, 1852 год

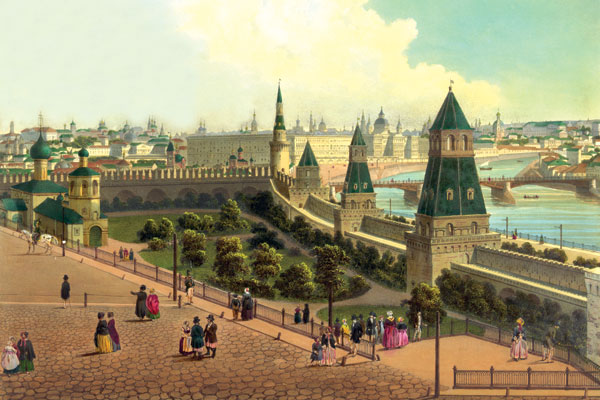
Южная часть Кремля после реконструкции в XIX веке

### Подготовка дворцовой площадки
Согласно манифесту Екатерины II от 1766 года, для разработки нового свода законопроектов в Москву надлежало приехать депутатам, представлявшим различные сословия. По замыслу императрицы, депутаты должны были начать работу в Кремле. Но из-за ветхости бо́льшая часть помещений оказалась непригодна для этих нужд. Возникла необходимость реставрации старых дворцов, а также возведения новых зданий коллегий. В этот период архитектор Василий Баженов предложил проект Большого Кремлёвского дворца, предусматривавший реконструкцию основных улиц и площадей крепости. Согласно проекту, будущий комплекс включал Колокольню Ивана Великого и все кремлёвские соборы, которые планировалось окружить корпусами дворца. Таким образом, Кремль превращался в единый общественно-политический центр, куда сходились улицы города. Одной из причин одобрения проекта императрицей стало её стремление убедить послов союзных стран в состоятельности Российской империи перед надвигавшейся войной с Турцией.
В 1768 году Баженов подготовил полноценные архитектурные чертежи и приступил к работе. 12 июля того же года Екатерина II учредила специальную экспедицию для надзора за строительством и «возложила на оную особенное попечение поддерживать здания кремлёвские и сохранять их в прочности и благоустройстве». Руководил комиссией генерал-поручик Михаил Измайлов, помощниками которого выступали аудитор лейтенант Михаил Суровцев и коллежский советник Фёдор Борисов, занимавшийся до этого «строением города Твери». В этот период экспедиция заседала в Потешном дворце, там же находилась квартира для главного архитектора. Баженову помогало 78 зодчих, в частности ряд учеников Дмитрия Ухтомского. Известно, что в 1768—1773 годах в подчинении у Баженова находился Матвей Казаков. Предполагалось, что штат архитекторов будет носить специальные мундиры.
После тщательного исследования кремлёвских объектов члены экспедиции подготовили смету. Общую стоимость работ оценили в 20—30 миллионов рублей, пять из которых планировалось потратить на парадную лестницу. Однако проверявший расчёты архитектор Франческо Кампорези полагал, что сумма выйдет примерно вдвое больше. Екатерина II одобрила присланные документы и выдала необходимую ссуду на строительство.
Кремлёвский дворец должен был занять всю приречную территорию крепости. И в 1770 году для его возведения разобрали Запасный двор с Набережными садами, дворы соборного духовенства и большой приказный корпус, располагавшийся рядом с Архангельским собором. По распоряжению Екатерины II через год начался демонтаж башен и южной стены крепости от церкви Благовещения до храма Петра Митрополита. На участке планировалось разместить широкую парадную лестницу, спускавшуюся к Москве-реке.
1 июня 1773 года состоялась церемониальная закладка дворца, для которой Баженов возвёл ряд деревянных построек. Во время торжественной речи архитектор заявил, что «в сей день обновляется Москва». Тем не менее в 1775-м Екатерина II поняла нецелесообразность такого грандиозного замысла и остановила строительство. Официальной причиной стала осадка стен Архангельского собора, вплотную к которому вырыли ров для фундамента дворца. Согласно отдельным данным, на решение императрицы повлияла её нелюбовь к Москве и чрезмерные финансовые затраты. Летом того же года началось восстановление башен и стен крепости вдоль Москвы-реки. По велению императрицы для этих целей использовали материалы, предназначавшиеся для строительства дворца. Под руководством архитектора Карла Бланка в работах принимало участие 350 каменщиков и 50 различных мастеров, присланных из Владимира, Нижнего Новгорода и Ярославля.

### Конец XVIII века
Несмотря на прекращение строительства Большого Кремлёвского дворца, экспедиция продолжила свою работу по наблюдению за состоянием исторических памятников Кремля. На протяжении всего правления Екатерины II первоприсутствующим комиссии оставался Михаил Измайлов. Под его руководством проходило строительство здания Судебной палаты по проекту Матвея Казакова. Известно, что Измайлов рапортовал об окончании строительства деревянного Пречистенского дворца на основе бывших особняков Голицыных, Лопухиных и Долгоруковых.
Со временем в ведение экспедиции передали все московские и загородные императорские резиденции. Члены организации в разные периоды руководили строительными и ремонтными работами в Петровском, Лефортовском и Слободском дворцах, в сёлах Коломенское и Царицыно, а также в садах и оранжереях. При этом императрица зачастую контролировала работу ведомства. Так, во время строительства резиденции в Царицыно по проекту Василия Баженова Екатерина II самолично утвердила чертежи комплекса. В 1775 году под руководством экспедиции возвели увеселительные павильоны на Ходынском поле при участии Матвея Казакова. Особое внимание организация уделяла кремлёвским сооружениям, так как из-за значительного возраста они быстро ветшали. В 1773-м Василий Баженов направил в комиссию доклад с указанием на разрушения Водовзводной башни. По его мнению, сооружение не подлежало восстановлению, но императрица выступила за починку башни с сохранением исторического облика сооружения.
В 1788 году главным архитектором при экспедиции назначили Ивана Еготова. В 1793-м по распоряжению организации он осмотрел стену крепости от Водовзводной до Москворецкой башни и произвёл необходимый ремонт участка. Рабочие заделали трещины, заменили осыпавшиеся кирпичи на стенах и контрфорсах. В дальнейшем архитектор неоднократно проводил обмеры крепостных строений, составлял ремонтные описи, на основании которых направлял рапорты в экспедицию.
В правление Павла I начальником ведомства являлся тайный советник Степан Куракин. По свидетельству ряда историков, до конца XVIII века кремлёвские сооружения находились в ветхом состоянии и почти не ремонтировались. В этот период архитектор Еготов покинул организацию, но после смерти императора он вернулся служить в ведомство.

### XIX век
В 1801 году руководство Кремлёвской дворцовой экспедицией перешло графу Петру Степановичу Валуеву. Он отмечал, что в этот период строения находились в запустении, а внутри стен «была нечистота великая». Так, на одной из крепостных стен диакон Успенского собора выращивал капусту и подсолнечник. По мнению первоприсутствующего экспедиции, виновно в таком состоянии Кремля было московское начальство. При Валуеве главным архитектором организации стал Карл Росси. Известно, что с 1807-го одним из его помощников служил Осип Бове. На тот момент экспедиция занимала помещения Теремного дворца.
В 1802 году император Александр I издал инструкцию, которая «способствовала скорейшему отправлению дел», находившихся в ведении экспедиции. Под руководством Валуева началась масштабная реконструкция башен Кремля и демонтаж фортификационных укреплений, насыпанных в правление Петра I на месте бывшего Аптекарского сада. Освободившуюся территорию использовали для организации служебных помещений и склада строительных материалов. Деревянную часовню у Спасских ворот заменили на две симметричные каменные. В этот период получила распространение практика сноса сильно обветшалых памятников архитектуры. Так, были разобраны Гербовые ворота, Сретенский собор, часть Потешного дворца, ансамбль дворца Бориса Годунова, несколько храмов Вознесенского монастыря, а также комплексы Хлебенного дворца, Цареборисова двора и Троицкого подворья. Несмотря на это, ряд историков отмечает, что в результате деятельности Валуева к 1812-му кремлёвские постройки находились в удовлетворительном состоянии.
Постепенно обязанности экспедиции расширялись и в ведение организации передали карьеры в селе Мячково и Люберцах. В Москве начали действовать несколько кирпичных заводов, подчинявшихся ведомству. Экспедиция отвечала за архитектурно-строительные работы в Твери, во время которых по проекту Карла Росси реконструировали Путевой императорский дворец, отмеченный великой княжной Екатериной Павловной. Кроме того, архитектор возвёл дома для ряда именитых горожан. Под его руководством в Москве построили церковь Вознесенского монастыря в Кремле и деревянный театр у Арбатских ворот. После 1812 года по проекту архитектора осуществлялась надстройка верха Никольской башни и ряд других работ
Кремлёвская экспедиция руководила деятельностью музея Оружейная палата, для этого на базе ведомства существовал отдельный штат чиновников с самостоятельным бюджетом. По инициативе Петра Валуева были подробно изучены музейные фонды, для работы над которыми пригласили археографа Алексея Малиновского, заведовавшего Московским архивом Министерства иностранных дел. В 1806 году началось возведение нового здания для Оружейной палаты под руководством архитектора Ивана Еготова. Строительные работы продолжались шесть лет, но открытию первой экспозиции помешала Отечественная война 1812 года. Во время оккупации города французами работники экспедиции и музея тайно вывезли экспонаты государственной сокровищницы в Нижний Новгород, а затем во Владимир. Летом 1813 года эвакуированные ценности вернули в Первопрестольную. Валуев умер в 1814-м, место директора Кремлёвской экспедиции и музея занял князь Николай Юсупов. В этом же году под его руководством открылась первая выставка Оружейной палаты. В дальнейшем члены экспедиции осуществляли учёт фондов и контроль за работой музея.
Под руководством Юсупова началась реконструкция сооружений Кремля, подорванных французами при отступлении. Во время работ первоприсутствующий экспедиции применял европейские принципы сохранения архитектурных памятников. Он распорядился очистить и замостить территорию, укрепить фундаменты строений и разбить сады, для чего реку Неглинную заключили в коллектор. Под руководством Юсупова реконструировали Красную площадь, ликвидировав Алевизов ров, разбили Александровский сад с Итальянским гротом. В начале 1820-х годов экспедиция передала принадлежавшую ей землю бывших Аптекарских садов частным подрядчикам для застройки. По протекции Юсупова к канцелярии экспедиции кремлёвского строения приписали юного публициста Александра Герцена. Он подписал бумаги по настоянию отца и позднее вспоминал, что «мнимая» служба чуть не помешала поступить в университет: «Совет, видя, что я числюсь в канцелярии Кремлёвской экспедиции, отказал мне в праве держать экзамен…». 22 августа 1831 года экспедицию кремлёвского строения реорганизовали в Московскую дворцовую контору.

## Архитектурные школы ЭКС
Во второй половине XVIII века на базе экспедиции кремлёвского строения начала действовать первая архитектурная школа, созданная на основе образовательного учреждения Дмитрия Ухтомского. По состоянию на 1768 год руководство училища могло выплачивать жалование не более пяти студентам. Существовали также отдельные «своекоштные» ученики, не получавшие стипендий. Организация занимала сначала часть помещений Потешного дворца, а позднее переехала в специально возведённый «Модельный дом» возле Арсенала. В 1773-м на момент расцвета баженовской школы количество учеников выросло до четырнадцати. Но когда работы по возведению Большого Кремлёвского дворца приостановили, училище перестало работать.
Предположительно в середине 1780-х годов под руководством Михаила Казакова начала действовать вторая архитектурная школа. В этот период училище состояло из студентов закрывшегося Каменного приказа и команды Баженова, работавшей над Царицынским ансамблем. Финансирование для новой организации стало выделяться только с 1802 года, школа занимала западную часть дома Казакова в Златоустинском переулке. Среди учеников числились Иван Еготов, Евграф Тюрин, Алексей Бакарев, Осип Бове, Михаил Лопыревский, Иван Таманский, Николай Чичагов и сыновья Матвея Казакова.
В 1805 году школу преобразовали в Архитекторское училище, в 1831-м — в Московское дворцовое архитектурное училище. В 1865 году оно вошло в состав Московского училища живописи, ваяния и зодчества.